# Evangelische Kirche Schlüsselburg

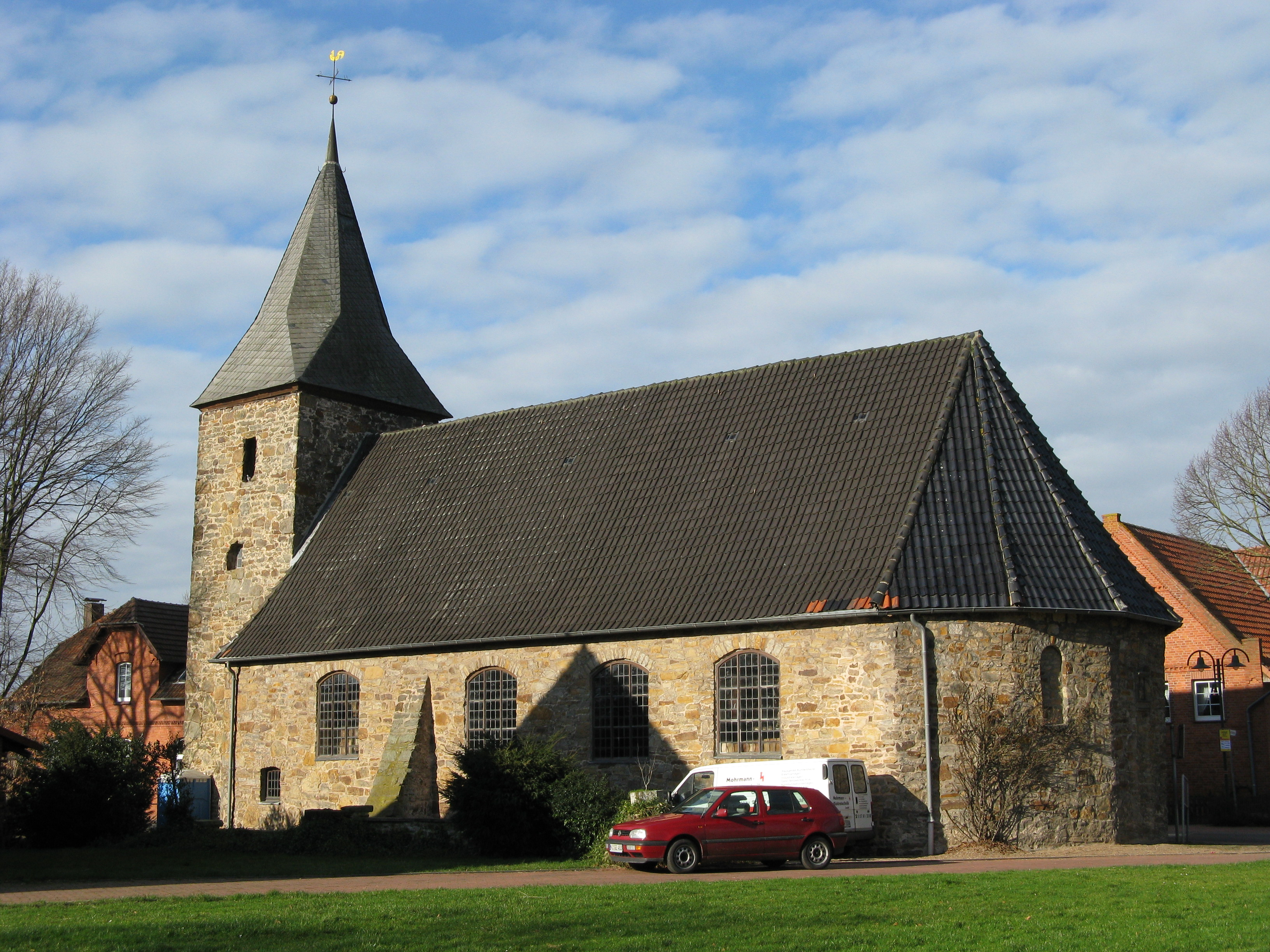
Evangelische Kirche Schlüsselburg

Die Evangelische Kirche Schlüsselburg gehört zur Pfarrgemeinde des Ortsteils Schlüsselburg im ostwestfälischen Petershagen, Kreis Minden-Lübbecke. Kirche und Gemeinde gehören zum Kirchenkreis Minden der Evangelischen Kirche von Westfalen.

## Geschichte
Die Kirche wurde 1585 von dem Drosten Ludolf von Klencke und vom Rat des Fleckens Schlüsselburg errichtet. 1864 wurde der Turm erhöht.

## Architektur

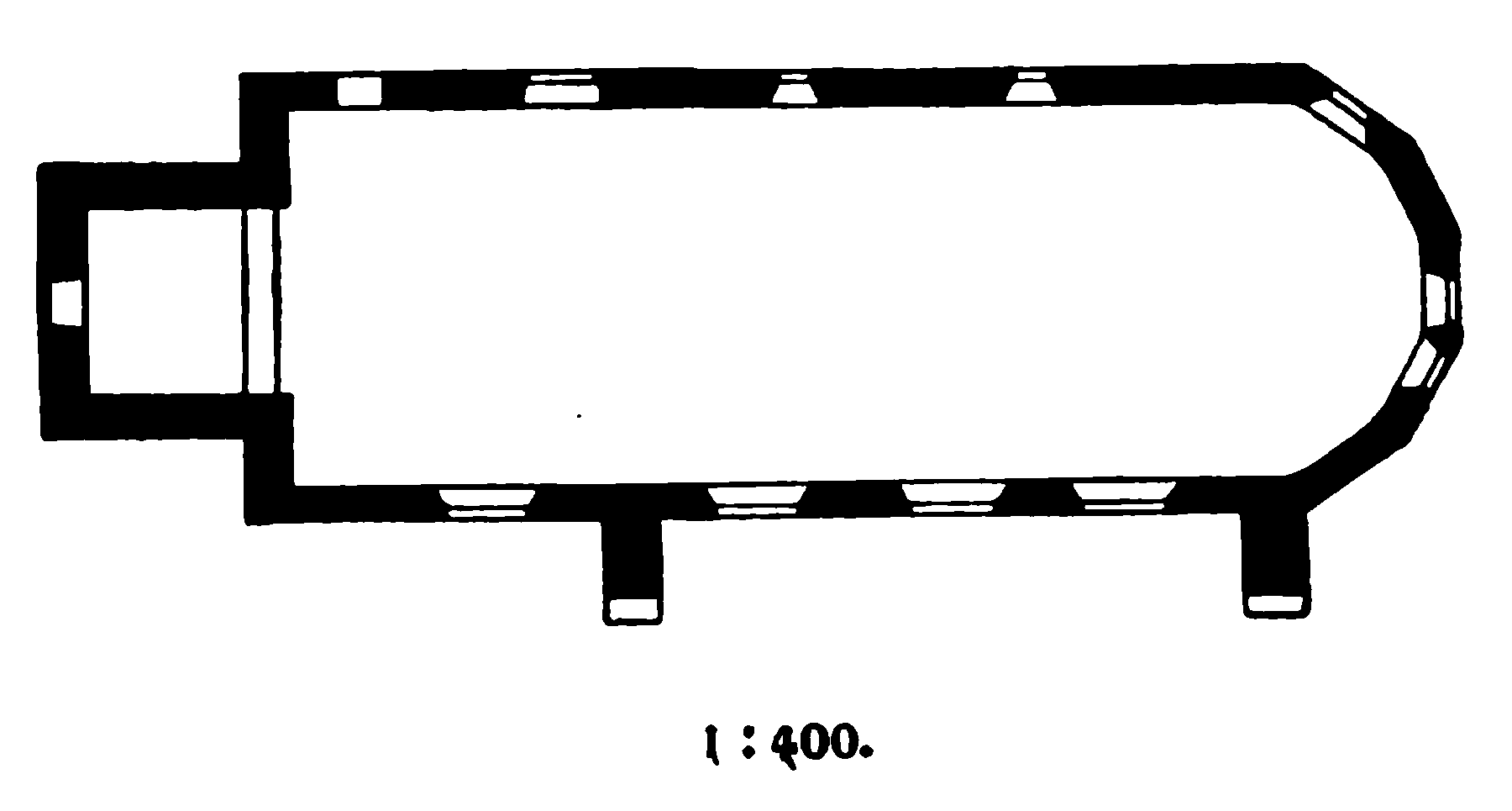
Grundriss

Die Kirche ist ein kleiner Saalbau mit polygonalem Schluss und Westturm. Das Innere überdeckt eine gewölbte Holzdecke.

## Ausstattung
Zur Ausstattung gehören ein Flügelaltar von 1627 mit Tafelbildern von Johann Hopffe, ein Taufbecken aus dem Jahr 1587 und ein wohl von dem Bildschnitzer Wolff dem Jüngeren gefertigtes Epitaph für Ludolf von Klencke (1527–88). Die Kanzel wurde 1676 geschaffen. Außerdem befinden sich mehrere Grabplatten aus dem 16. und 17. Jahrhundert in der Kirche. Die drei Bronzeglocken im Turm wurden 1974 als Ersatz für zwei abgängige Eisenglocken aus dem Jahre 1921 gegossen. 